# Downham (Essex)
Downham – wieś w Anglii, w hrabstwie Essex, w dystrykcie Chelmsford. Leży 11 km na południe od miasta Chelmsford i 46 km na wschód od Londynu.